# Géza Kalocsay
Géza Kalocsay (en húngaro: Kalocsay Géza; Beregszász, Imperio austrohúngaro, 30 de mayo de 1913-Budapest, Hungría, 26 de septiembre de 2008) fue un jugador, entrenador de fútbol y licenciado en Derecho de etnia húngara, que fue internacional con Hungría y Checoslovaquia. En su etapa como jugador profesional se desempeñaba como delantero.
Obtuvo la licenciatura en Derecho en la Universidad Carolina de Praga.
Fue el último futbolista sobreviviente que jugó para Hungría o Checoslovaquia antes de la Segunda Guerra Mundial.

## Selección nacional

### Checoslovaquia
Fue internacional con la selección de fútbol de Checoslovaquia en 3 ocasiones. Formó parte de la selección subcampeona de la Copa del Mundo de 1934, pese a no haber jugado ningún partido durante el torneo.

#### Participaciones en Copas del Mundo
| Mundial                        | Sede   | Resultado  | Partidos | Goles |
| ------------------------------ | ------ | ---------- | -------- | ----- |
| Copa Mundial de Fútbol de 1934 | Italia | Subcampeón | 0        | 0     |

### Hungría
También disputó 2 partidos internacionales con la selección de fútbol de Hungría.

## Equipos

### Como jugador
| Equipo            | País           | Año       |
| ----------------- | -------------- | --------- |
| Sparta Praga      | Checoslovaquia | 1932-1937 |
| Olympique Lillois | Francia        | 1937-1939 |
| Kispest FC        | Hungría        | 1939-1940 |
| Ferencvárosi TC   | Hungría        | 1940-1941 |
| Újpest FC         | Hungría        | 1941-1943 |
| Ungvári AC        | Hungría        | 1943-1945 |
| Szentlőrinci AC   | Hungría        | 1947      |

### Como entrenador
| Equipo                         | País              | Año       |
| ------------------------------ | ----------------- | --------- |
| Debreceni Lokomotív            | Hungría           | 1952      |
| Szegedi Honvéd                 | Hungría           | 1953      |
| Vasas Izzó                     | Hungría           | 1954-1955 |
| Selección nacional (asistente) | Hungría           | 1954-1955 |
| Pécs                           | Hungría           | 1956      |
| FK Partizan                    | RFS de Yugoslavia | 1957-1958 |
| Standard de Lieja              | Bélgica           | 1958-1961 |
| Újpest FC                      | Hungría           | 1961-1962 |
| NA Hussein Dey                 | Argelia           | 1963-1965 |
| Górnik Zabrze                  | Polonia           | 1966-1969 |
| Ferencvárosi TC                | Hungría           | 1970      |
| Videoton FC                    | Hungría           | 1971-1972 |
| MTK Hungária FC                | Hungría           | 1972-1974 |
| Selección nacional             | Pakistán          | 1974-1980 |
| Al-Ahly                        | Egipto            | 1980-1982 |

## Palmarés

### Como jugador

#### Campeonatos nacionales
| Título              | Equipo          | País           | Año  |
| ------------------- | --------------- | -------------- | ---- |
| Primera División    | Sparta Praga    | Checoslovaquia | 1936 |
| Nemzeti Bajnokság I | Ferencvárosi TC | Hungría        | 1941 |

#### Copas internacionales
| Título                 | Equipo       | Sede                   | Año  |
| ---------------------- | ------------ | ---------------------- | ---- |
| Copa de Europa Central | Sparta Praga | Praga (Checoslovaquia) | 1935 |

### Como entrenador

#### Campeonatos nacionales
| Título             | Equipo            | País              | Año  |
| ------------------ | ----------------- | ----------------- | ---- |
| Copa de Yugoslavia | FK Partizan       | RFS de Yugoslavia | 1957 |
| Division 1         | Standard de Lieja | Bélgica           | 1961 |
| Ekstraklasa        | Górnik Zabrze     | Polonia           | 1967 |
| Copa de Polonia    | Górnik Zabrze     | Polonia           | 1968 |
| Copa de Polonia    | Górnik Zabrze     | Polonia           | 1969 |
| Primera División   | Al-Ahly           | Egipto            | 1981 |
| Copa de Egipto     | Al-Ahly           | Egipto            | 1981 |
| Primera División   | Al-Ahly           | Egipto            | 1982 |

#### Copas internacionales
| Título                            | Equipo  | Sede           | Año  |
| --------------------------------- | ------- | -------------- | ---- |
| Copa Africana de Clubes Campeones | Al-Ahly | Kumasi (Ghana) | 1982 |

#### Distinciones individuales
| Distinción                        | Año  |
| --------------------------------- | ---- |
| Mesteredző                        | 1970 |
| Ciudadano honorario de Beregszász | 1998 |